# Кастелре
Кастелре (нід. Castelré) — село в нідерландській провінції Північний Брабант. Входить до муніципалітету Барле-Нассау.
Його площа становить 6,67 км², а населення станом на 2021 рік складало 120 осіб.
Перша згадка про населений пункт датується 1231 роком.

## Галерея

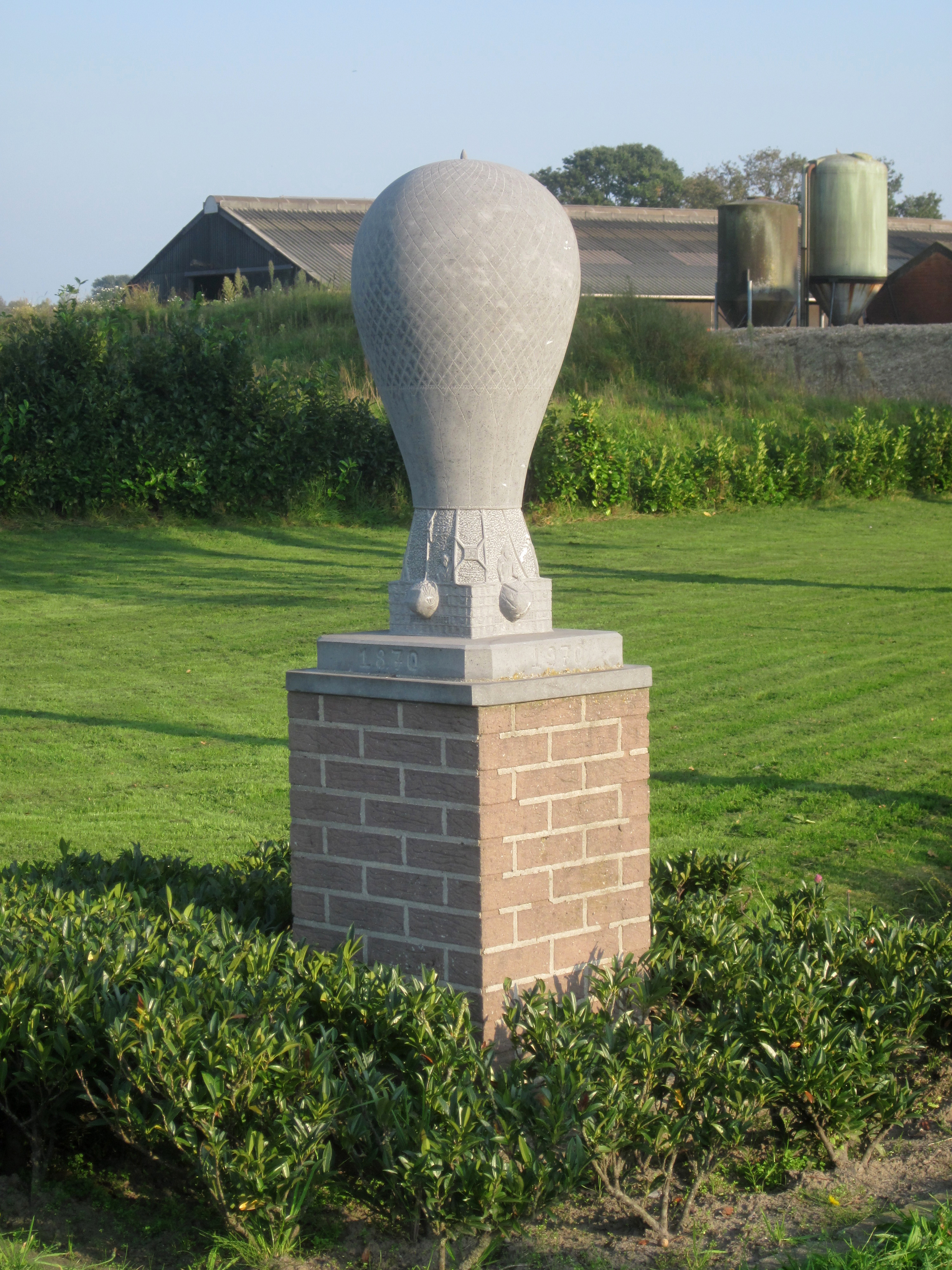
Монумент повітряній кулі
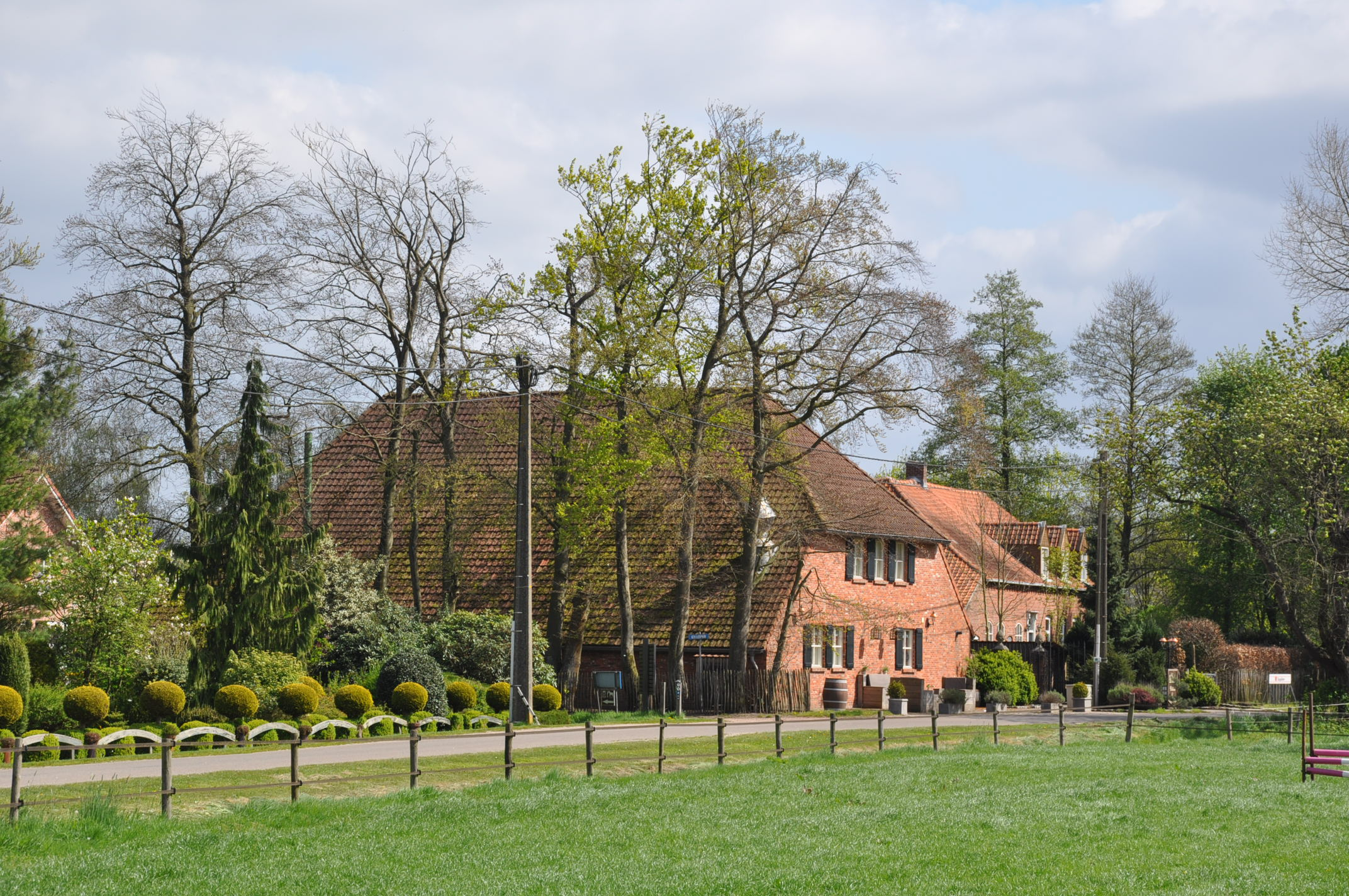
Ферма в Кастелре
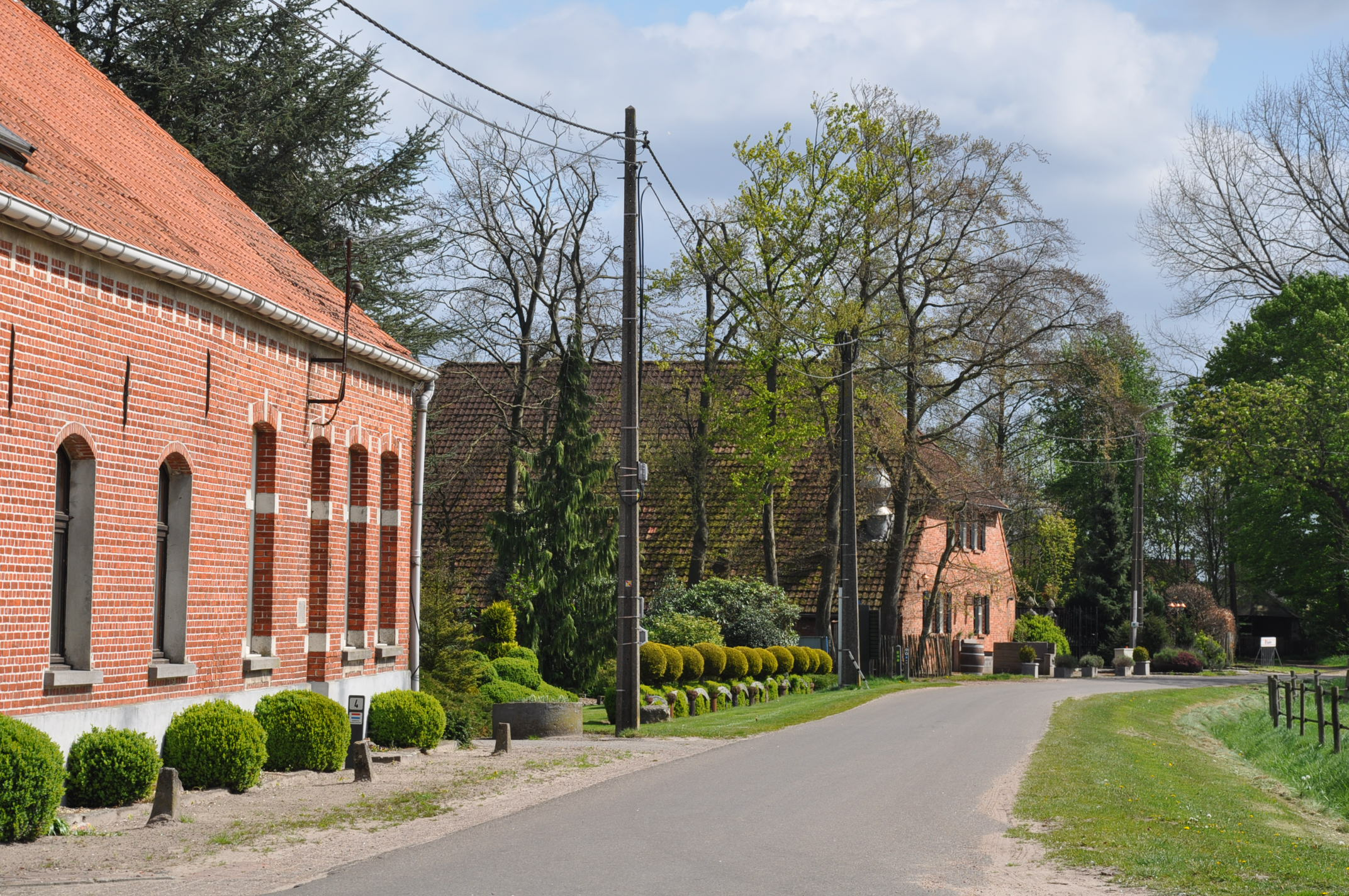
Сільська вулиця